# Kashal-Tee
Kashal-Tee, egentligen Samuel Gezelius, född 16 maj 1978, är en svensk rapartist från Bålsta, numera bosatt i Stockholm. Han är medlem i Society of NIMH och New Plague tillsammans med flera andra inflytelserika artister.
Kashal-Tee är 'en äkta lyricist' enligt SR Metropol, och 'en av landets mest begåvade' enligt Mats Nileskär.
Han gjorde sin skivdebut 1998 med låten Blood, Sweat & Beers och genom medverkan på Kill You Style tillsammans med Looptroop 1998. Emasculation var hans solodebut med medverkan av rappare från Society of NIMH, producenterna Context och DJ Erase, samt scratch av DJ Static.
Kashal-Tee har medverkat på flera samlingar från skivbolag som Bomb Records, Stone Groove och Virgin. Han framträdde på CunninLynguists debutsingel So Live! b/w 616 Rewind från 2001, där även bland andra Sankofa, Tonedeff och Celph Titled medverkade. Han medverkade även på Black Fists debut-12″ från 2004, som även gästades av Freestyle (The Arsonists) på låten Some.
Kashal-Tee har inlett ett nära samarbete med producenten Earmax.
Kashal-Tee har uppträtt med och/eller öppnat för artister som Biz Markie, Branford Marsalis, Hieroglyphics, Skillz, J-Live och J-Zone.